# La Playmate des singes
Pour plus de détails, voir Fiche technique et Distribution.
La Playmate des singes (Play-mate of the Apes) est un vidéofilm érotique américain réalisé par John Bacchus, sorti en 2002.
C'est une parodie érotique du film La Planète des singes de Tim Burton sorti un an plus tôt en 2001.

## Synopsis
Dans un futur lointain, la sexy et intrépide astronaute américaine Gaylor et ses compagnes lesbiennes s'écrasent sur une planète sombre et désolée.
Rapidement, elles se débarrassent de leur combinaison spatiale, se retrouvent dans les bras l'une de l'autre et n'ayant plus beaucoup d'espoir de survie, se laissent aller aux plaisirs lesbiens.
Mais Gaylor et son équipage découvrent que la planète est dominée par une race intelligente et tyrannique de singes qui asservissent tous les humains.
Les trois astronautes sont capturées et emprisonnées, mais la commandante Gaylor utilise ses charmes pour séduire l'amie des humains, la doctoresse Cornholeous et la sauvage Uvula.

## Fiche technique
- Titre original : Play-Mate of the Apes
- Réalisateur : John Bacchus
- Scénario : John Bacchus, Clancy Fitzsimmons et Joseph Ned
- Photographie : John Paul Fedele
- Musique : John Paul Fedele, Kevin Neblung
- Langue : Anglais
- Format : Couleurs
- Durée : 89 minutes
- Pays :  États-Unis
- Date de sortie : 26 février 2002

## Distribution
- Misty Mundae : commandante Gaylor
- Anoushka Garin : lieutenante Pushkintucushkin
- Sharon Engert : lieutenante Fornication
- Debbie Rochon : doctoresse Cornholeous
- Darian Caine : Uvula
- Shelby Taylor : reine Barbarian
- John Bacchus : capitaine Laid
- Dan Schwab
- Terry West
- Larry Wellman
- E. J. Mays
- Kriss Kross
- Stephen Steel
- Bill Leighton